# 家和万事兴 (2015年电视剧)
《家和万事兴》，分上部《家和万事兴之兄弟姐妹》和下部《家和万事兴之花好月圆》，故事内容跟台湾连续剧《家和万事兴》不同，此劇亦翻拍自台灣連續劇《真愛無悔》，为2014年中国大陆长篇连续剧，以家乡情仇为背景，2013年10月開機，2014年1月杀青。部份主要演员也参与过电视剧《活佛济公3》、《薛平贵与王宝钏》、《百万新娘之爱无悔》、《新洛神》、《封神英雄榜》和《八仙前传》等。本劇於2015年11月11日登陸湖南衛視金鷹獨播劇場播出。

## 概說
《家和萬事興之兄弟姊妹》

單身媽媽張映雪，為了給兒子一個良好的生活環境，重拾起舊學護士專業，在醫院找了一份工作。在一次機緣巧合下，映雪救了院長之子劉嘉誠，並對其悉心照顧。在映雪妹妹曉君與嘉誠弟弟嘉祐的婚禮上，映雪的前婆婆為要回孫子，大鬧婚禮，導致嘉誠之母甄珠對映雪一家產生不滿，此事之後更是對映雪和曉君處處刁難。映雪因忙於工作使得兒子意外受傷，失去了撫養權。嘉誠瞭解了映雪的事情後細心陪伴，兩人情意更深。不料劉家突遭橫禍，嘉誠之父心力交瘁。映雪感受到了嘉誠的赤誠之心，決定站在嘉誠身邊，幫助劉家度過危機，嘉祐與曉君更是在經歷風風雨雨後，真正感受到彼此的愛，重新走到一起。四個年輕人，用他們的善良和勇敢，證明了那句老話——“家和萬事興”。
《家和萬事興之花好月圓》

張映雪和劉嘉誠準備結婚時，映雪前夫洪德竟提出復婚，被映雪拒絶。映雪兒子洪亮因嘉誠疏忽而走失，兩人為此產生隔閡，洪德趁機再度追求映雪。學儒醫院新來外科主任高友和，醫術高超，不但是嘉誠事業上的勁敵，更對映雪展開追求。嘉誠患病，前妻楊蘭悉心照顧，更提出要與嘉誠破鏡重圓。嘉誠的弟弟嘉祐與曉君本已重歸於好，但凱文仍對曉君糾纏不清，又通過幫助曉君弟弟曉飛再次騙得曉君和張家的信賴。嘉祐處處針對凱文反招致曉君的不滿。所幸凱文詐騙的陰謀終被揭穿，在警方的幫助下，被凱文綁架的洪亮也順利回家。友和、洪德和楊蘭終意識到感情不能勉強，選擇放手。映雪和嘉誠、曉君和嘉祐兩對戀人化解心結，重歸於好，在眾人的祝福下走進了婚禮的殿堂。

## 演员表

### 高家
| 演员   | 角色          | 昵称/关系/职业 | 現況 | 对应原版角色     |
| 李进荣 | 高常松        | 常松 刘（高）嘉诚、高友和之父 张映雪之公公 洪亮之继外祖父 已去世、（仅在照片出现上） | 死亡 |                  |
| 李进荣 | 刘嘉诚/高嘉诚 | 嘉诚 张映雪之夫 杨兰之前夫 洪亮之继父 高常松之子 高友和之兄兼前死敌 刘学儒-甄珠之养子 刘嘉祐之养兄 刘志贤之养伯父兼养继姨丈 甄玉之养姨甥 葛珊珊之养表哥 杨万康、萧凤娇之前女婿 张义雄、陆向虹之女婿 张晓君、张晓飞之大姐夫 学儒博爱综合医院之外科部主任医师→学儒博爱综合医院之前代理院长→学儒博爱综合医院之常务董事                                                       | 正常 | 黄嘉文（王耿豪） |
| 李依晓 | 张映雪        | 映雪 刘（高）嘉诚之妻 洪德之前妻 洪亮之母 张义雄、陆向虹之女 张晓君、张晓飞之大姐 刘志贤之养继阿姨兼养伯母 高常松之媳妇 高友和之大嫂 刘学儒、甄珠之养媳妇 刘嘉祐之养大嫂 甄玉之养姨甥媳妇 葛珊珊之养表嫂 江素云之大学学姐 殷美美、杨兰之前死敌 宋香之死敌 学儒博爱综合医院之前护理部护士→甄珠之前特别看护→学儒博爱综合医院之前护理部副主任→学儒博爱综合医院之护理部科主任 | 正常 | 林雅惠（陈亚兰） |
| 郑鹏飞 | 高友和        | 友和 高常松之子 刘学儒、甄珠之干儿子 刘（高）嘉诚之弟兼前死敌 洪亮之继叔叔 学儒博爱综合医院之前外科部主任医师 劇情發展 于第52集被甄珠从美国聘请回国、于第68集见到嘉诚跟映雪有情人终成眷属而返回美国 | 出國 | 高英杰（陈冠霖） |

### 刘家（学儒博爱综合医院）
| 演员 | 角色   | 昵称/关系/职业 | 对应原版角色 | 現況             |
| 贺强 | 刘学儒 | 学儒 甄珠之夫 刘嘉祐之父 刘（高）嘉诚之养父 高友和之干爸 张晓君之公公 张映雪之养公公 宋香之前公公 杨兰之养前公公 刘志贤之养祖父 洪亮之养继祖父 甄玉之姐夫 葛珊珊之姨丈兼干爸 杨万康、萧凤娇之友 学儒博爱综合医院之创办人-前院长-董事                                   | 正常         | 黄庆忠（邱镇江） |
| 博弘 | 甄珠   | 甄珠 刘学儒之妻 刘（高）嘉诚、刘嘉祐之养母 高友和之干妈 张映雪、张晓君之养婆婆 杨兰、宋香之养前婆婆 刘志贤之养祖母兼养姨婆 洪亮之养继祖母 甄玉之姐 刘嘉祐、张晓君、葛珊珊之阿姨 陆向虹之前死敌 杨万康、萧凤娇之友 学儒博爱综合医院之董事                               | 正常         | 庄宝珠（向娃）   |
| 张迪 | 刘嘉祐 | 嘉祐 张晓君之夫 宋香之前夫兼前男友 刘志贤之养父 刘学儒、甄玉之子 甄珠之养子兼姨甥 刘（高）嘉诚之养弟 葛珊珊异父同母之兄 张义雄、陆向虹之女婿 张晓飞之二姐夫 洪亮之姨丈兼养继叔叔 陈凯文之死敌 学儒博爱综合医院之医美科医师→学儒博爱综合医院之院长→美贝尔美容公司之股东 | 正常         | 黄嘉明（江宏恩） |
| 海陆 | 张晓君 | 晓君 刘嘉祐之妻 陈凯文之前女友 刘志贤之养继母 张义雄、陆向虹之女 张映雪之妹 张晓飞之二姐 洪亮之阿姨兼养继婶婶 刘学儒、甄玉之媳妇 甄珠之养媳妇兼姨甥媳妇 葛珊珊异父同母之嫂 杨兰之前死敌 殷美美、宋香之死敌 学儒博爱综合医院之前财务部职员→海星保全公司之前会计员       | 正常         | 林雅雯（陈仙梅） |

### 洪家（德仁制药药厂）
| 演员   | 角色 | 昵称/关系/职业 | 对应原版角色 | 現況               |
| 唐德惠 | 方莲 | 方莲 洪德之母 张映雪、殷美美之前婆婆 劇情發展 已跟亮亮相認 于第24集罹患强迫性失忆症、于第38集因头部受到撞击而恢复正常 于第52集因洪亮已死而罹患失心疯、于第65集得知洪亮没死而恢复正常 于第68集跟随洪德去另一个城市发展 | 正常         | 洪秀月（司马三三） |
| 李槐龙 | 洪德 | 洪德 张映雪、殷美美之前夫 洪亮之父 方莲之子 德仁制药药厂之创办人-董事长-董事 劇情發展 于第17集因偷听到美美跟凯文吞并公司的内容导致中风昏迷、于第21集苏醒 于第57集因一己私欲害死了自己的儿子而陷入到悲痛中彻底觉悟、后在健身教练的帮助下每天锻炼身体成功让双腿恢复正常 于第68集跟朋友借钱重新建设公司而跟方莲去另一个城市发展 | 正常         | 吴必正（黄淳隆）   |
| 叶晟彤 | 洪亮 | 亮亮 方莲之孙 张义雄、陆向虹之外孙 洪德、张映雪之子 张晓君之姨甥 张晓飞之外甥 高常松之继孙 高友和之继外甥 刘学儒、甄珠之养继孙 刘（高）嘉诚之继子 刘嘉祐之养继侄子 甄玉之养继姨甥孙 葛珊珊之养继姨甥 刘志贤之养继表哥 劇情發展 于第51集不慎坠崖失踪、于第64集证实被友和救起                                                  | 正常         | 吴经纬（叶庭闻）   |

### 张家
| 演员   | 角色   | 昵称/关系/职业 | 对应原版角色 | 現況             |
| 张弓   | 张义雄 | 义雄 陆向虹之夫 张映雪、张晓君、张晓飞之父 刘（高）嘉诚、刘嘉祐之岳父 洪德之前岳父 洪亮之外祖父 刘志贤之养继外祖父 | 正常         | 林添旺（吴炎栋） |
| 罗筐   | 陆向虹 | 向虹 张义雄之妻 张映雪、张晓君、张晓飞之母 刘（高）嘉诚、刘嘉祐之岳母 洪德之前岳母 洪亮之外祖母 刘志贤之养继外祖母 方莲、甄珠之前死敌 殷美美、楊蘭之死敌                                                                                  | 正常         | 何春枝（王满娇） |
| 丁汇宇 | 张晓飞 | 晓飞 秦安静之男友 张义雄、陆向虹之子 张映雪、张晓君之弟 洪亮之舅舅 刘志贤之养继舅舅 洪德之前死敌 殷美美、楊蘭之死敌 陳凱文之大學同學 海星保全公司之前保全 劇情發展 于第56集被凯文和建彰设计陷害入狱、于第66集因凯文和建彰入狱而无罪释放。 | 正常         | 林仲欣（张智杰） |

### 杨家（万康博爱综合医院）
| 演员   | 角色   | 昵称/关系/职业 | 对应原版角色 | 現況             |
|        | 杨万康 | 万康 萧凤娇之夫 杨兰之父 刘（高）嘉诚之前岳父 刘学儒、甄珠之友 万康博爱综合医院之创办人-前院长 已去世仅在对白提及 | 死亡         |                  |
| 王春梅 | 萧凤娇 | 凤娇 杨万康之妻 杨兰之母 刘（高）嘉诚之前岳母 刘学儒、甄珠之友 万康博爱综合医院之院长-董事 | 正常         | 孙凤娇（林玉紫） |
| 陈怡真 | 杨兰   | 兰儿 刘（高）嘉诚之前妻 杨万康、萧凤娇之女 高常松之前媳妇 高友和之前大嫂 刘学儒、甄珠之养前媳妇 刘嘉祐之养前大嫂 甄玉之前养姨甥媳妇 葛珊珊之养前表嫂 张映雪、张晓君之前死敌 宋香、張曉飛之死敌 学儒博爱综合医院之前财务部主任 劇情發展 于第28集怀孕、于第37集失手被高嘉诚打伤导致流产 于第58集为救嘉诚而被石灰侵蚀到眼角膜以致失明、于第63集因美美捐献眼角膜而获得移植眼角膜手术、于第66集复明 于第68集成全嘉诚跟映雪而去美國 | 出國         | 王美鹃（王美雪） |

### 陈家
| 演员   | 角色          | 昵称/关系/职业 | 对应原版角色 | 現況             |
| 叶项明 | 陈凯文        | 凯文、Kevin 宋香、张晓君之前男友 殷美美之前情夫 刘志贤之父 刘嘉祐之死敌 郭建彰之友 杨兰之前手下→海星保全公司之创办人-前董事长-董事 劇情發展 于第65集以欺诈、伤害罪，数罪并犯判决有期徒刑十五年                                                    | 服刑         | 陈世豪（马幼兴） |
|        | 刘志贤 陈志贤 | 贤贤 陈凯文、宋香之子 刘学儒、甄玉之养孙 刘嘉祐之养子 刘（高）嘉诚、葛珊珊之养外甥 甄珠之养姨甥兼养孙 张义雄、陆向虹之养继外孙 张晓君之养继子 张映雪之养继姨甥 张晓飞之养继外甥 洪亮之养继表弟 暫時由刘嘉祐代為撫養，但其一到十五歲便會交還予陳凱 | 正常         |                  |

### 葛家
| 演员   | 角色   | 昵称/关系/职业 | 对应原版角色 | 現況             |
| 张咏棋 | 甄玉   | 甄玉 刘嘉祐、葛珊珊之母 张晓君之婆婆 宋香之前婆婆 刘志贤之养祖母 甄珠之妹 刘（高）嘉诚、张映雪之养阿姨 洪亮之养继姨婆 学儒博爱综合医院之财务部主任 | 正常         | 庄玲玉（潘丽丽） |
| 麦迪娜 | 葛珊珊 | 珊珊 甄玉之女 刘学儒之干女儿 刘嘉祐异父同母之妹 刘志贤之养姑姑 甄珠之姨甥女 刘（高）嘉诚之养表妹 洪亮之养继表姑 宋香之死敌                         | 正常         | 高珊珊（王子庭） |

### 其他演員
| 演员   | 角色   | 昵称/关系/职业 | 对应原版角色 | 現況             |
| 孟瑶   | 殷美美 | 美美 洪德之前继妻 陈凯文之前情妇 方莲之前媳妇 德仁制药药厂之前董事长秘书→德仁制药药厂之前董事长-前董事 劇情發展 于第63集因被车撞至重伤导致肺跟肝破裂而为犯下的过错忏悔、后跟映雪和洪德忏悔完就去世而将眼角膜捐给杨兰 | 死亡         | 张心宁（李佩甄） |
| 周姿君 | 秦安静 | 安静 张晓飞之女友 赵飞燕之友 張曉君之前死敵 学儒博爱综合医院之护理部护士 劇情發展 曾暗恋刘嘉祐而讨厌张晓君、后对其改观 | 正常         | 谢丽娜（周姿君） |
| 王菲菲 | 江素云 | 素云 郭建彰之女友 张映雪之大学学妹、学儒博爱综合医院之护理部护士→学儒博爱综合医院之护理部副主任 | 正常         | 江素云（廖丽君） |
| 刘萌萌 | 宋香   | 宋香 刘嘉祐之前继妻 陈凯文之前女友 刘志贤之母 刘学儒、甄玉之前媳妇 甄珠之养前媳妇兼前姨甥媳妇 葛珊珊异父同母之前嫂 赵飞燕之友 学儒博爱综合医院之前副院长→学儒博爱综合医院之前院长-前董事 劇情發展 于第65集因精神失常而被刘家送往精神院医治、后以故意伤害罪以及贪污罪而被法院判决有期徒刑五年。因其患上精神疾病而享有保外就医的权利 | 服刑         | 周宜婷（陈怡真） |
| 王亚平 | 赵飞燕 | 飞燕 宋香、秦安静之友 学儒博爱综合医院之前护理科护士→学儒博爱综合医院之前代理护理部主任→精神院之主任 | 正常         |                  |
| 郭家豪 | 郭建彰 | 建彰 江素云之男友 陈凯文之友 海星保全公司之前总经理 劇情發展 于第65集因为同谋有自首行为并且揭发陈凯文罪行而被法院判决三年、于第68集获得假释出狱而跟素云复合 | 正常         |                  |

## 电视原声带
| 曲序 | 曲目                   | 演唱          |
| ---- | ---------------------- | ------------- |
| 1.   | 《拼凑月光》（片头曲） | 杨昊东/罗志强 |

## 收視率
由CSM50数据参考而来，收视率包括全天收视指数和市场（收视）份额参数
| 平台     | 平均收视率 | 平均收视份额 | 備注                 |
| 湖南卫视 | 1.312      | 3.552        | 家和万事兴之花好月圆 |
| 湖南卫视 | 0.986      | 2.755        | 家和万事兴之兄弟姐妹 |

## 宣傳活動
| 播出時間       | 活動           | 出席演員           |
| -------------- | -------------- | ------------------ |
| 2015年11月26日 | 《我们都爱笑》 | 张迪、海陆、叶项明 |

## 電視劇的變遷
| 中国大陆 湖南衛視 金鷹獨播劇場 · 每週日至週四20:10-22:00兩集連播每週五至週六19:30-20:10一集播出 | 中国大陆 湖南衛視 金鷹獨播劇場 · 每週日至週四20:10-22:00兩集連播每週五至週六19:30-20:10一集播出 | 中国大陆 湖南衛視 金鷹獨播劇場 · 每週日至週四20:10-22:00兩集連播每週五至週六19:30-20:10一集播出 |
| ----------------------------------------------------------------------------------------------- | ----------------------------------------------------------------------------------------------- | ----------------------------------------------------------------------------------------------- |
|                                                                                                 | 家和万事兴 （2015年11月11日－12月20日）                                                         |                                                                                                 |
| 新濟公活佛(下) （2015年10月20日－11月10日）                                                     | 美麗的秘密 （2015年12月21日－2016年1月12日）                                                    |                                                                                                 |